# Aitor Etxaburu
Aitor Iñaki Etxaburu Castro (Eibar, 17 de junho de 1966) é um ex-handebolista profissional espanhol, medalhista olímpico.